# Christian Friedrich Quandt
Christian Friedrich Quandt, född 17 september 1766 i Herrnhut, död 30 januari 1806 i Niesky, var en tysk forskare, läkare och klaverspelare.

## Biografi
Christian Friedrich Quandt föddes 1766. Han var en skicklig klaverspelare och praktisk läkare i Niesky. Quandt forskade mycket om akustik och skrev flera vetenskapliga avhandlingar som införts i flera journaler, bland annat Allgemeine musikalische Zeitung.